# Murina harpioloides
Murina harpioloides (Kruskop & Eger, 2008) è un pipistrello della famiglia dei Vespertilionidi endemico del Vietnam.

## Descrizione

### Dimensioni
Pipistrello di piccole dimensioni, con la lunghezza della testa e del corpo di 35 mm, la lunghezza dell'avambraccio tra 28,4 e 29,7 mm, la lunghezza della coda di 30,5 mm, la lunghezza delle orecchie di 12,3 mm e un peso fino a 4,2 g.

### Aspetto
La pelliccia è lunga, con un sotto-pelliccia denso. Le parti dorsali sono marroni scure con i singoli peli tricolori, mentre le parti ventrali sono marroni scure con la punta dei peli argentate. Il pollice, l'avambraccio e il mignolo sono ricoperti dorsalmente di peli dorati. Il muso è scuro, stretto, allungato, con le narici protuberanti e tubulari. Gli occhi sono molto piccoli. Le orecchie sono larghe, arrotondate e con un incavo superficiale a metà del bordo posteriore. Il trago è stretto, appuntito e con un piccolo lobo alla base. Le membrane alari sono scure e attaccate posteriormente alla base dell'artiglio dell'alluce. I piedi sono piccoli e ricoperti di peli dorati. La punta della lunga coda si estende leggermente oltre l'ampio uropatagio, il quale è densamente ricoperto di peli. Il calcar è lungo.

## Biologia

### Alimentazione
Si nutre di insetti.

### Riproduzione
Danno alla luce i piccoli a gennaio o febbraio.

## Distribuzione e habitat
Questa specie è conosciuta soltanto negli altopiani Da lat, nel Vietnam meridionale.
Vive nelle foreste primarie montane a circa 1.400 metri di altitudine

## Conservazione
Questa specie, essendo stata scoperta solo recentemente, non è stata sottoposta ancora a nessun criterio di conservazione.